# Canthidium puncticolle
Canthidium puncticolle är en skalbaggsart som beskrevs av Edgar von Harold 1867. Canthidium puncticolle ingår i släktet Canthidium och familjen bladhorningar. Inga underarter finns listade.